# Адамівка (Шептицький район)
Ада́мівка — село в Україні, в Шептицькому районі Львівської області. Населення становить 52 осіб.

## Народились
- Бербелюк Василь Гаврилович («Зелений»; 1922, с. Адамівка Шептицького р-ну Львівської обл. — 9.02.1949, біля с. Увин Шептицького р-ну Львівської обл.). Освіта — 4 класи народної школи. Симпатик ОУН із 1943 р. Влітку 1943 р. зголошується добровільно в УПА на Волині, де працює в польовій жандармерії. У 1944 р. під час перетину лінії фронту зловлений німцями та забраний примусово до дивізії СС «Галичина». Після закінчення війни вивезений на примусові роботи на СУЗ, звідки невдовзі втікає та вступає в лави збройного підпілля ОУН. Стрілець УПА а відтак місцевого СКВ. Загинув, наскочивши на засідку внутрішніх військ МДБ. Будучи тяжко пораненим застрелився, щоб живим не потрапити в руки ворога. Тіло загиблого облавники забрали до Лопатина, місце поховання не відоме. Стрілець УПА (?); відзначений Бронзовим хрестом бойової заслуги (30.11.1949)[2].